# Baile de disfraces de 1903 en el Palacio de Invierno

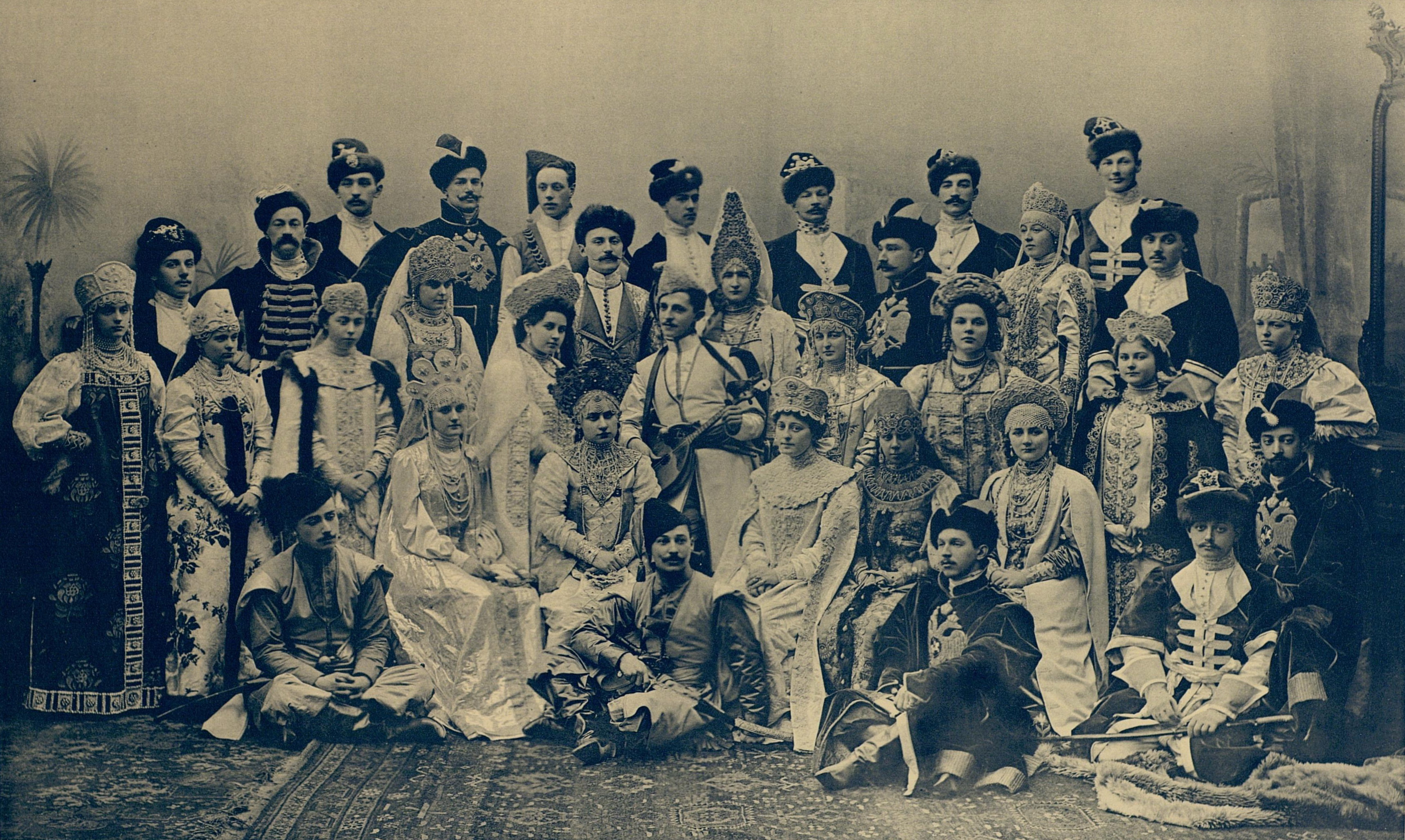
Invitados al baile.

El baile de disfraces en el Palacio de Invierno de San Petersburgo el 11 (en el calendario juliano seguido entonces todavía en Rusia, que corresponde al 24 en el calendario gregoriano) y 13 (26 en el calendario gregoriano) de febrero de 1903, fue un baile al que asistió toda la alta nobleza del Imperio ruso, ataviados con trajes de época del siglo XVII. Estos trajes han sobrevivido hasta nuestros días plasmados en fotografías, que son una valiosa fuente histórica. Este baile fue el evento más famoso celebrado en la corte durante el reinado de Nicolás II. En algunas fuentes, se lo describe como el último baile ofrecido en el Palacio de Invierno, lo cual es un error; el último baile se celebró en enero de 1904. Después, la cada vez más difícil y tensa situación social, económica y política en el país, que desembocará en la Revolución de 1917, desaconsejará la realización de grandes eventos cortesanos.

## Cronología
El baile, programado para coincidir con el 290 aniversario de la Dinastía Románov, tuvo lugar al final del Ayuno de Natividad y tuvo lugar en dos etapas: la velada el día 11, y el 13 el baile de disfraces en sí.
El 11 (24) de febrero, los invitados se reunieron en la Galería Románov del Palacio de Invierno y luego, marchando por parejas, saludaron a la familia imperial con una reverencia amplia, como era la costumbre en Rusia. A continuación asistieron a un concierto en el Teatro del Hermitage, con escenas de Borís Godunov de Músorgski interpretado por Fiódor Chaliapin y Medea Figner, del ballet de Minkus La bayadera y de El lago de los cisnes de Chaikovski con puesta en escena de Marius Petipa y actuación de Anna Pávlova. Después le siguieron bailes tradicionales rusos en el Pabellón. A continuación se celebró una cena de gala en los pabellones español, italiano y flamenco del Palacio de Invierno, terminando la velada con un baile.

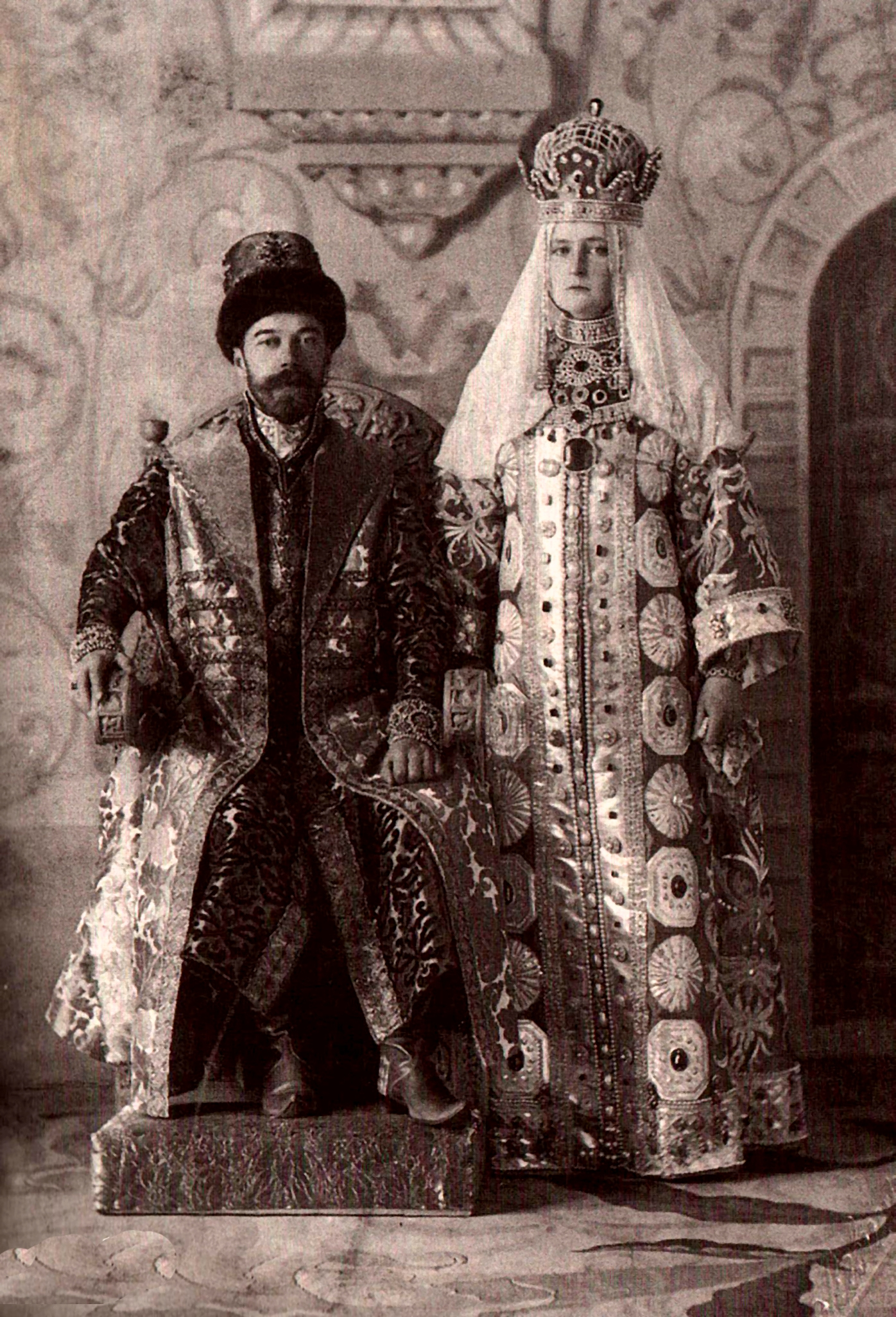
Nicolás y Alejandra.

El día 13 (26), tuvo lugar el baile principal. Todos los participantes asistieron ataviados con reproducciones de trajes de la época del primer gran zar Románov, Alejo Mijáilovich. Así, Nicolás II vestía como su predecesor un caftán de brocado y oro, gorro enjoyado con borde de piel y cetro, actualmente conservados en la Armería del Kremlin, y la zarina Alejandra vestía como María Miloslávskaya. Las damas de la corte vestían sarafanes y kokóshniks y los caballeros aparecían como boyardos, arqueros y cetreros, con caftanes y botas. Entre los 390 invitados, había 65 "oficiales del baile" nombrados por la emperatriz, también vestidos a la manera rusa del siglo XVII.

"El entretenimiento más espectacular al estilo antiguo de Moscú fue un baile de disfraces en el invierno de 1903. Nicolás lo vio no solo como una mascarada común, si no como el primer paso hacia la restauración de los rituales y prendas de la corte moscovita. A los cortesanos se les ordenó presentarse en el baile con ropajes del siglo XVII. "El salón, lleno de antiguos rusos, se veía muy hermoso." escribió Nicolás en su diario.

"La impresión fue fabulosa, escribió un testigo ocular del evento, a partir de la masa de antiguos trajes nacionales, ricamente decorados con pieles raras, magníficos diamantes, perlas y piedras semipreciosas, en su mayoría en marcos antiguos. En este día, las joyas de la familia aparecieron en tal abundancia que superó todas las expectativas."

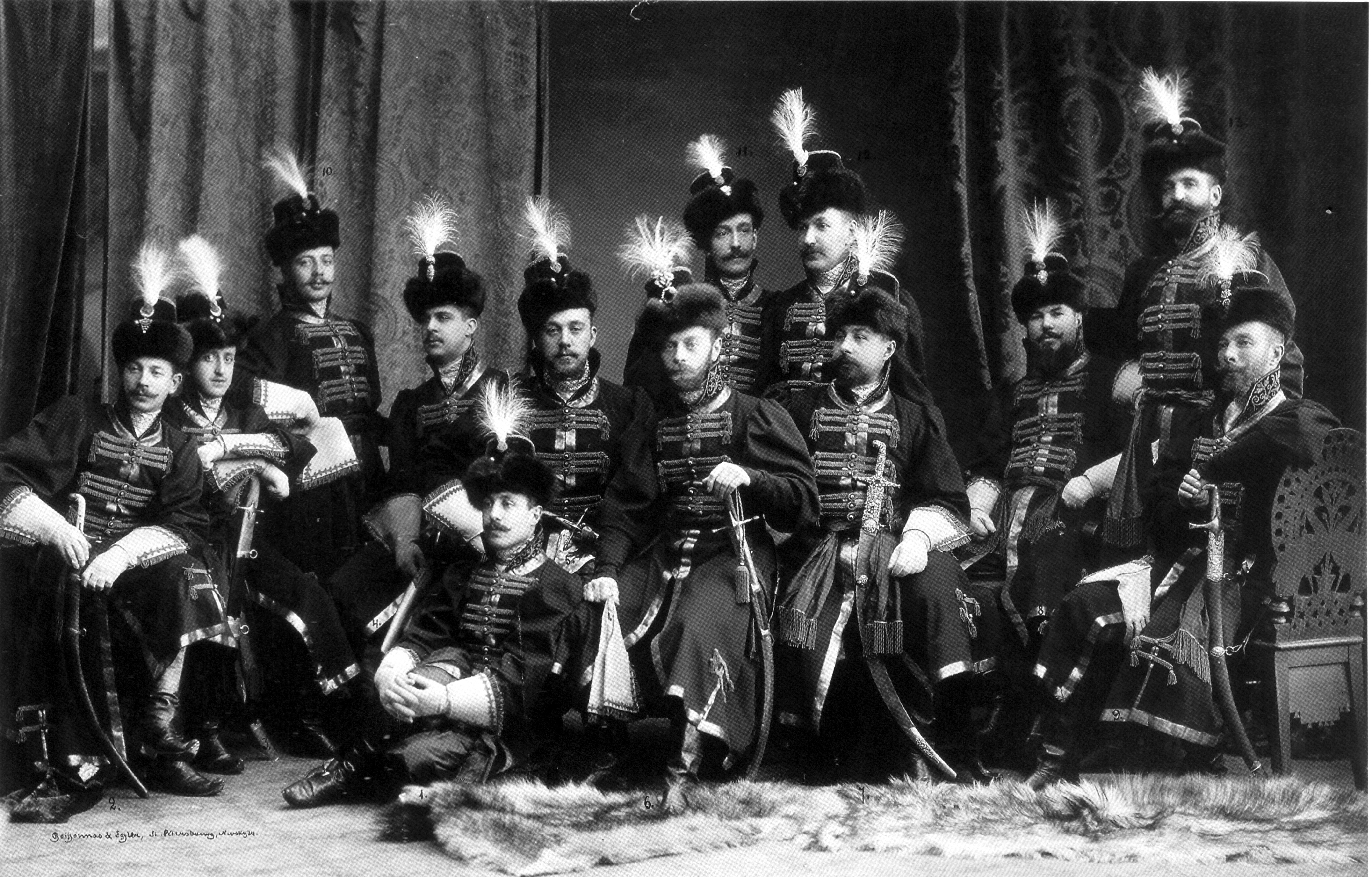
Oficiales del Regimiento Preobrazhenski.

Los bailes tuvieron lugar en la Sala de Conciertos del Hermitage, con la orquesta de la corte también vestida con copias de antiguos trajes rusos y duraron hasta la una de la madrugada. Los valses generales, cuadrillas y mazurcas comenzaron después de la presentación de tres bailes especialmente preparados: ruso, danza de ronda y danza bajo la dirección del director jefe de la compañía de ballet Áistov y el bailarín Kshesinski. 20 parejas participaron en el "ruso", y la Gran Duquesa Isabel Fiódorovna y la Princesa Zinaída Yusúpova fueron las solistas. El baile había sido precedido por un ensayo general el día 10 (23). La cena estuvo acompañada por el famoso coro de Arcángel.
Después del evento, a pedido de la Emperatriz, los participantes fueron retratados por los mejores fotógrafos de San Petersburgo ("Boasson y Eggler", "Reissert y Flitsche", "Levitski e hijo", "K. E. von Gann and Co", D. Asikrítov, A. Yasvoin, L. Gorodetski y E. Mrazóvskaya, D. Zdóbnov, Iván Voino-Oranski, "H. Rentz y F. Schrader", y otros), quienes crearon retratos individuales y fotografías grupales de los participantes. En 1904, por orden de la Corte Imperial en la Expedición de Adquisición de Papeles de Estado, se emitió un obsequio especial "Álbum del Baile de Disfraces en el Palacio de Invierno", que contiene 21 heliograbados y 174 fotografías. Las copias se distribuyeron por una tarifa con fines benéficos, principalmente entre los participantes del baile.
Además, con los mismos disfraces, algunos invitados aparecieron en el baile en el palacio Sheremétev, que tuvo lugar el 14 (27) de febrero del mismo año. Además, veinte años antes había tenido lugar un baile similar a la rusa, el 25 de enero (6 de febrero) en el palacio de Vladímir Aleksándrovich y María Pávlovna; y en 1894 en el palacio Sheremétev.

## Disfraces
El vestuario para el baile se creó de antemano de acuerdo con bocetos especiales del artista Serguéi Solomko y la ayuda de consultores históricos, y costó una fortuna. Los contemporáneos también notaron la gran cantidad de joyas que lucían los invitados.

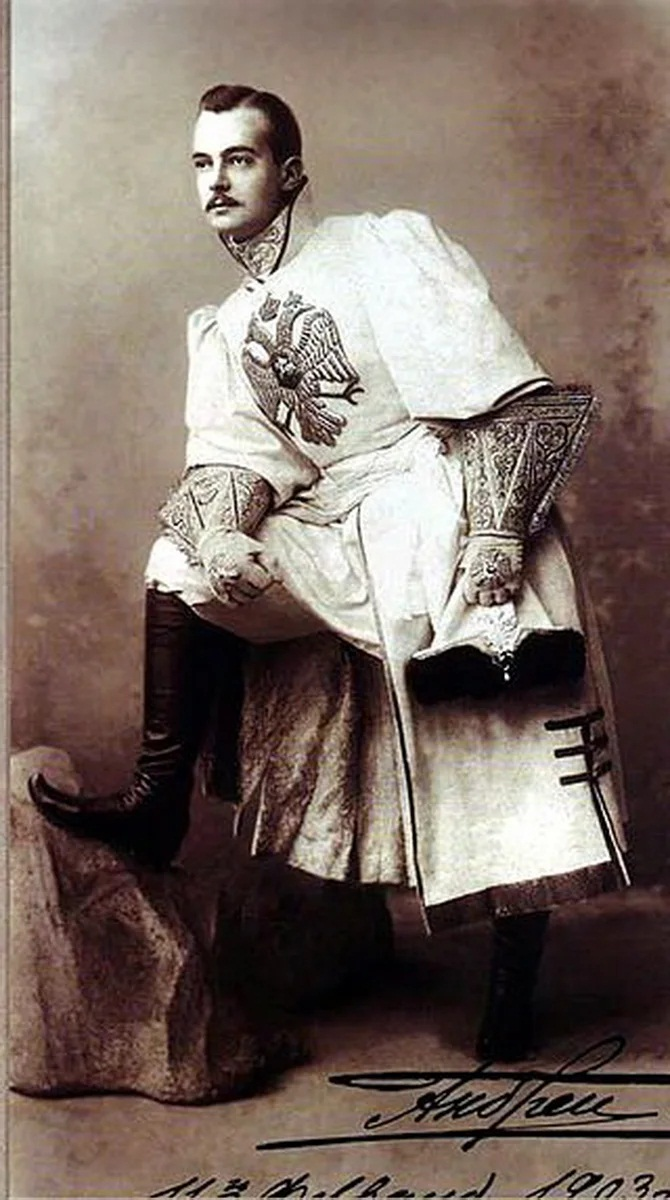
Andrés Vladímirovich Románov
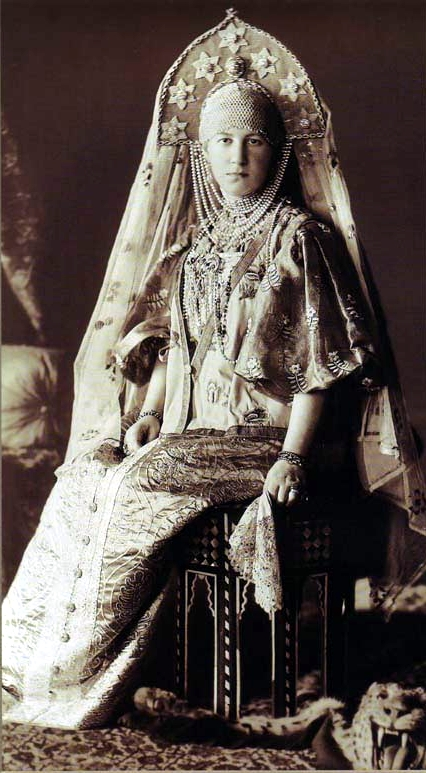
María Gueórguievna
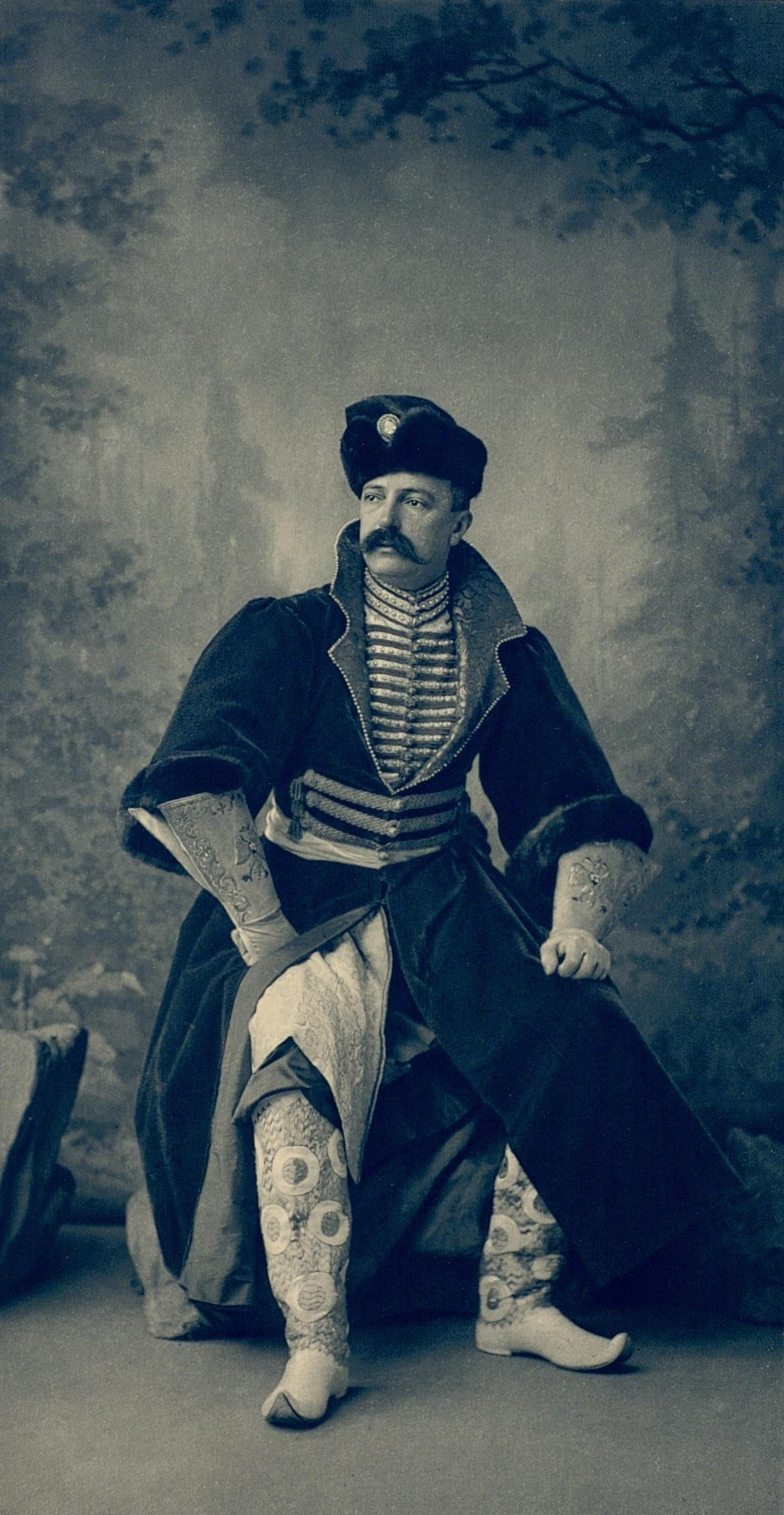
Jorge Mijáilovich Románov
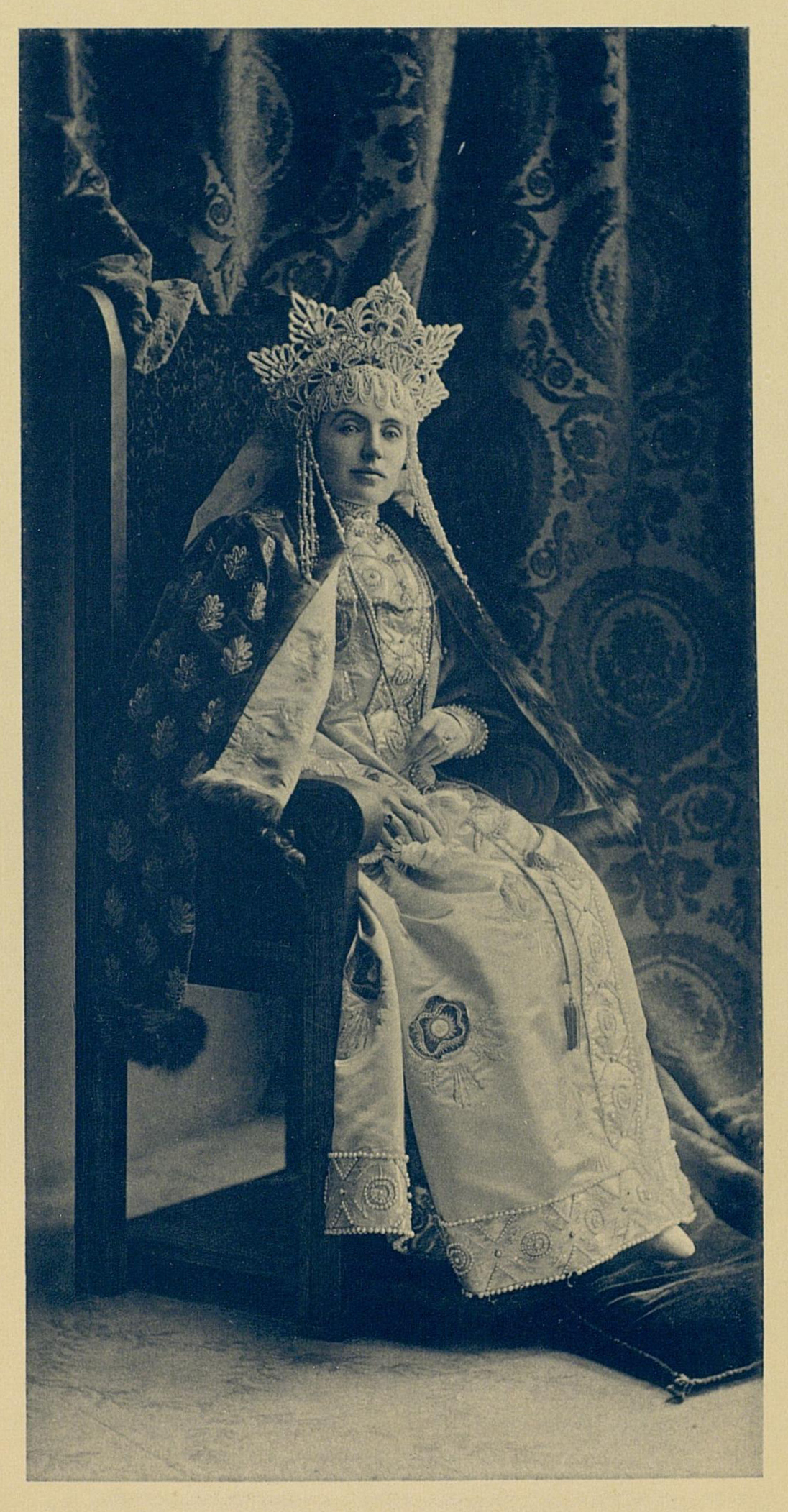
Baronesa Emma Frederícks
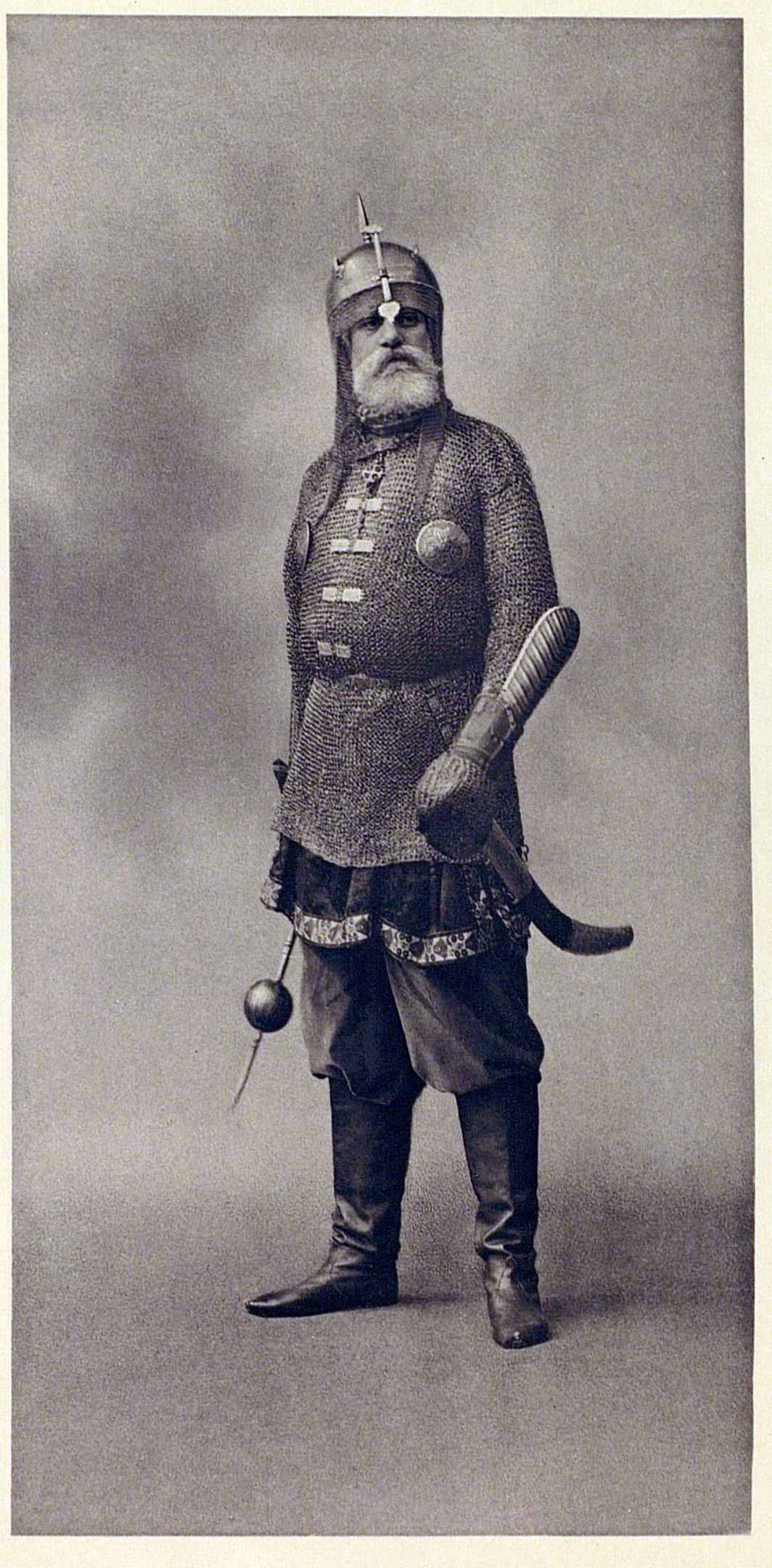
General F.E. Meyendorff
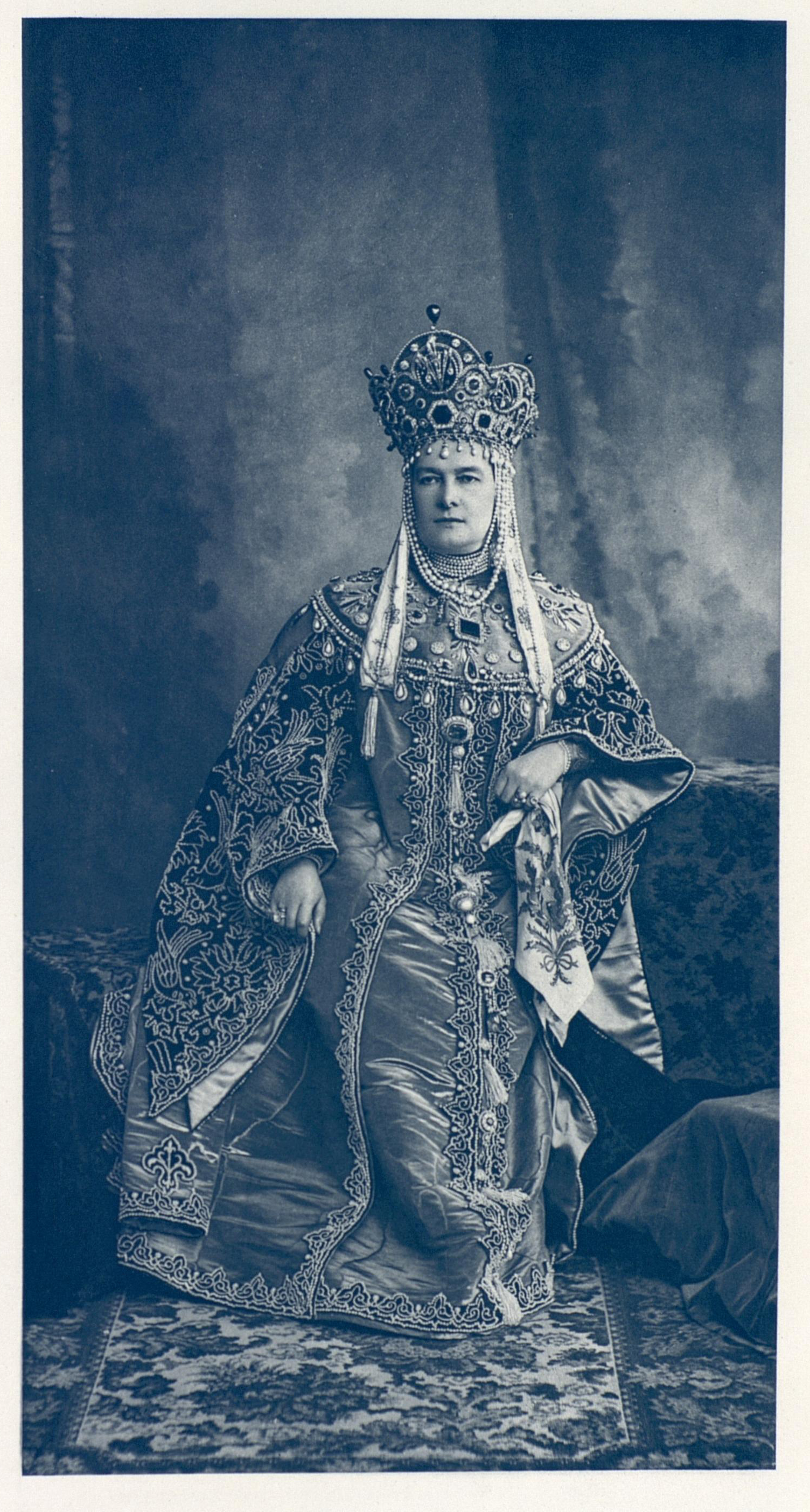
María Pávlovna, duquesa de Mecklenburgo-Schwerin
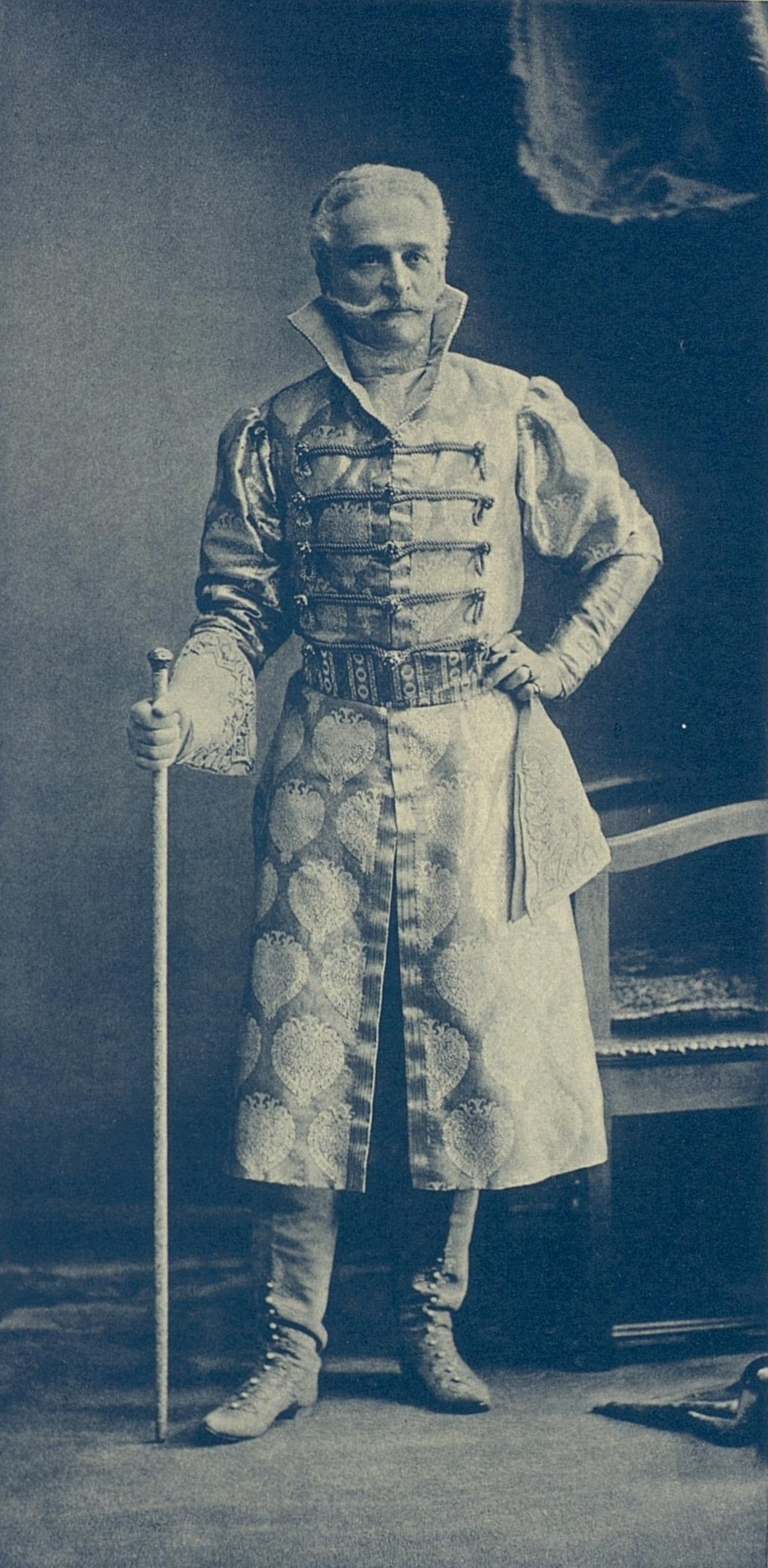
Konstantín Aleksándrovich Gorchakov
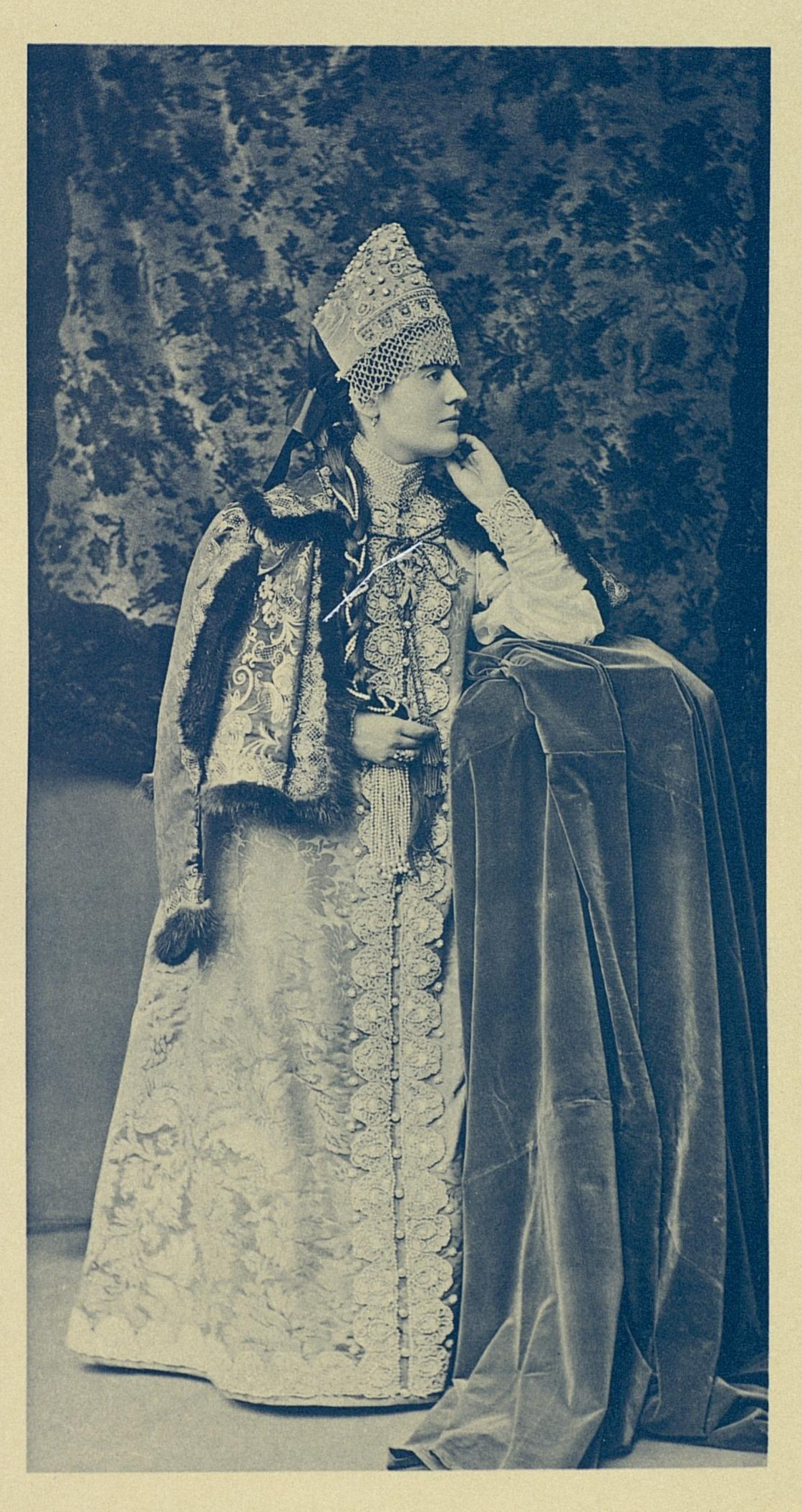
María Nikoláievna Voéikova
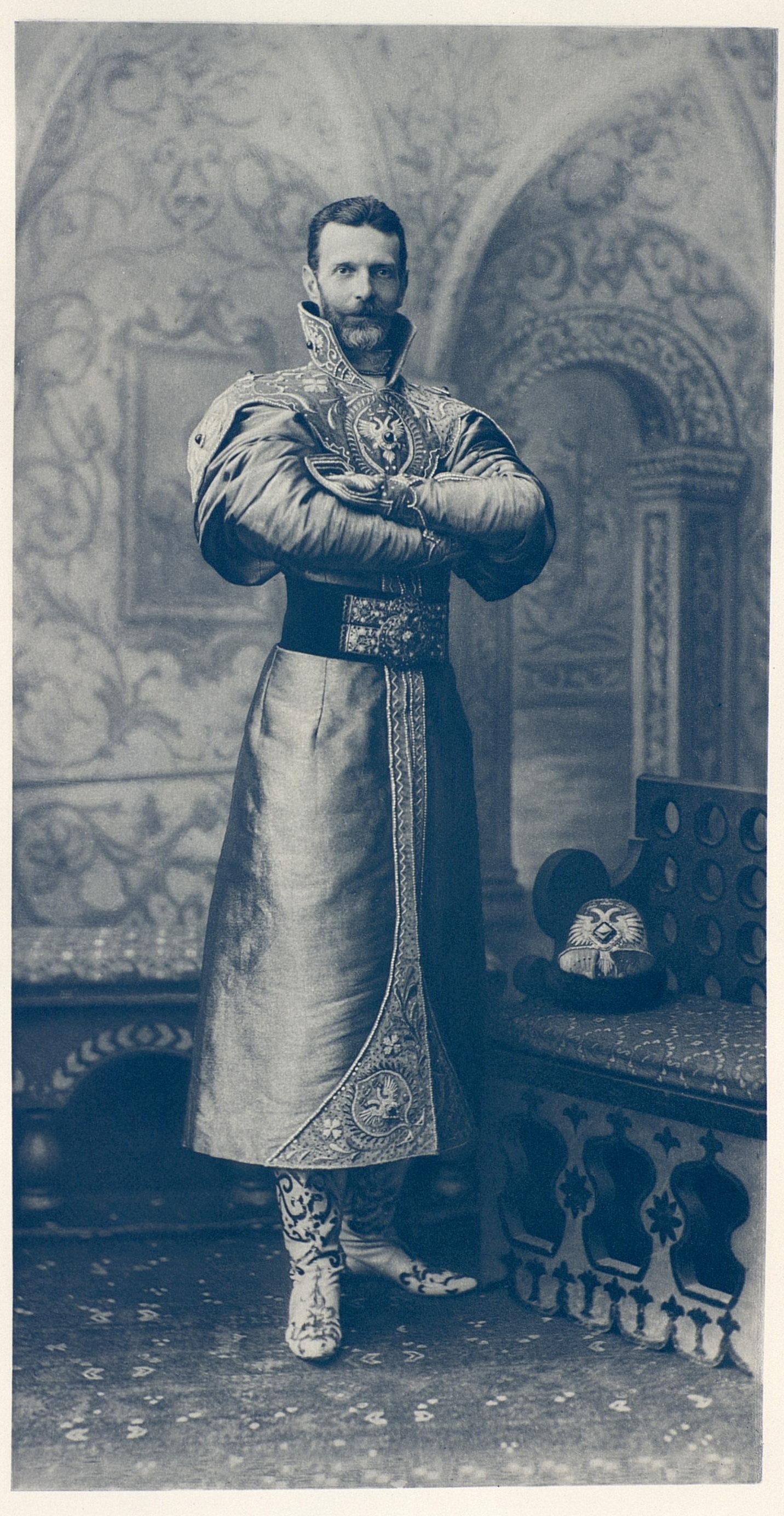
Gran Duque Sergio Aleksándrovich
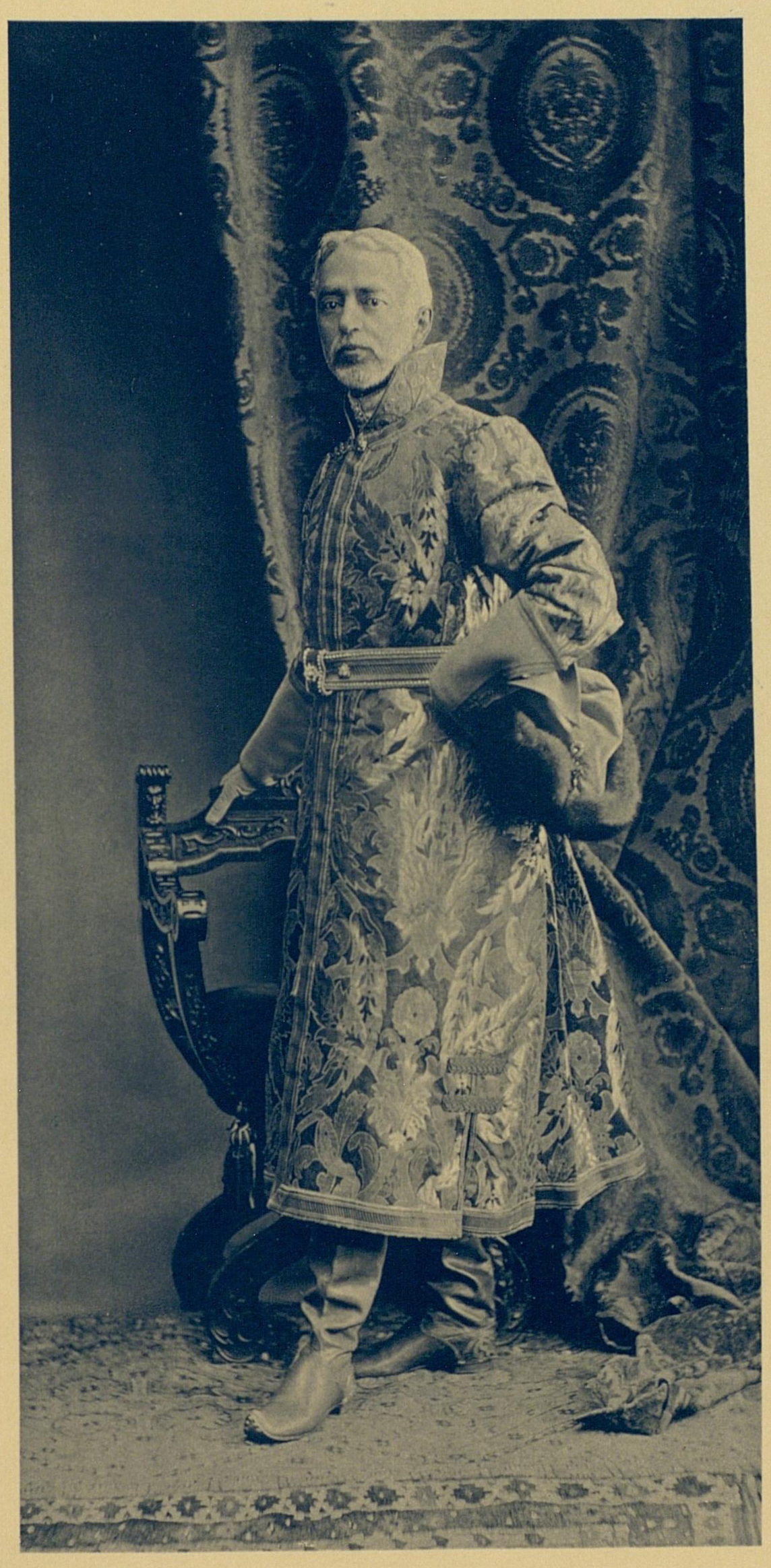
Ober-gofmeister Gueorgui Dmítrievich Shervashidze
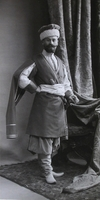
El oficial del Regimiento de Granaderos a Caballo Borís Andréievich Vidnes
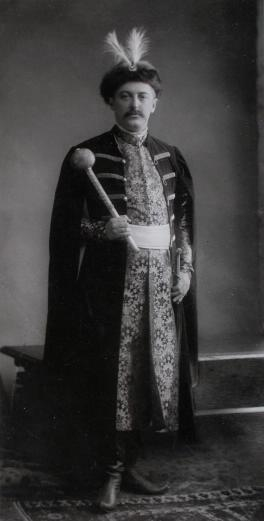
El general y príncipe Víktor Serguéievich Kochubéi
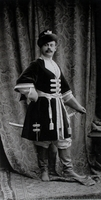
El capitán de la Guardia Vladímir Nikoláievich Voéikov
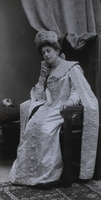
La condesa Yekaterina Konstantínovna Zarnekau
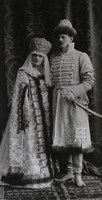
Aleksandr Aleksándrovich Belyáiev con su esposa
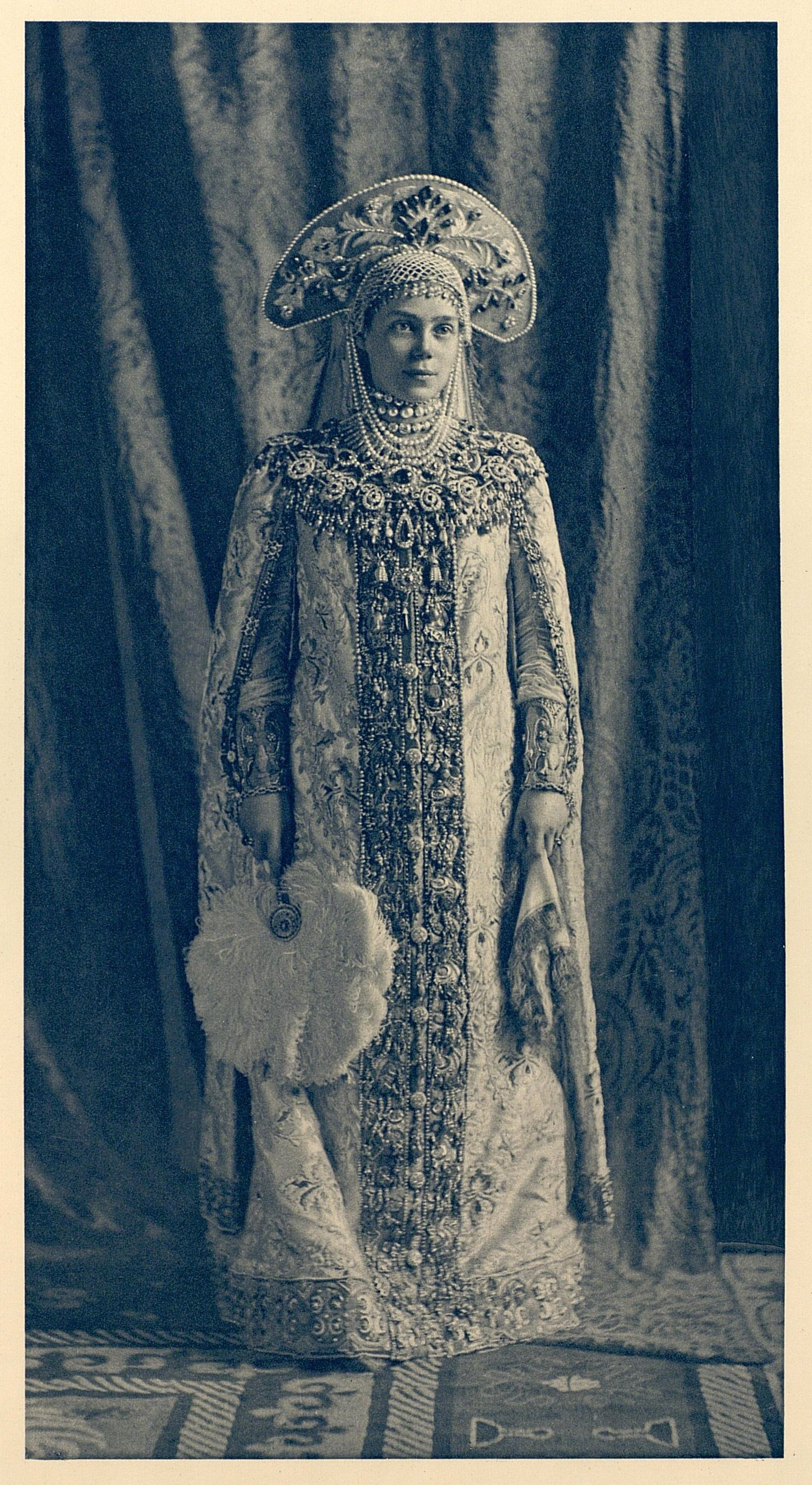
Xenia Románova
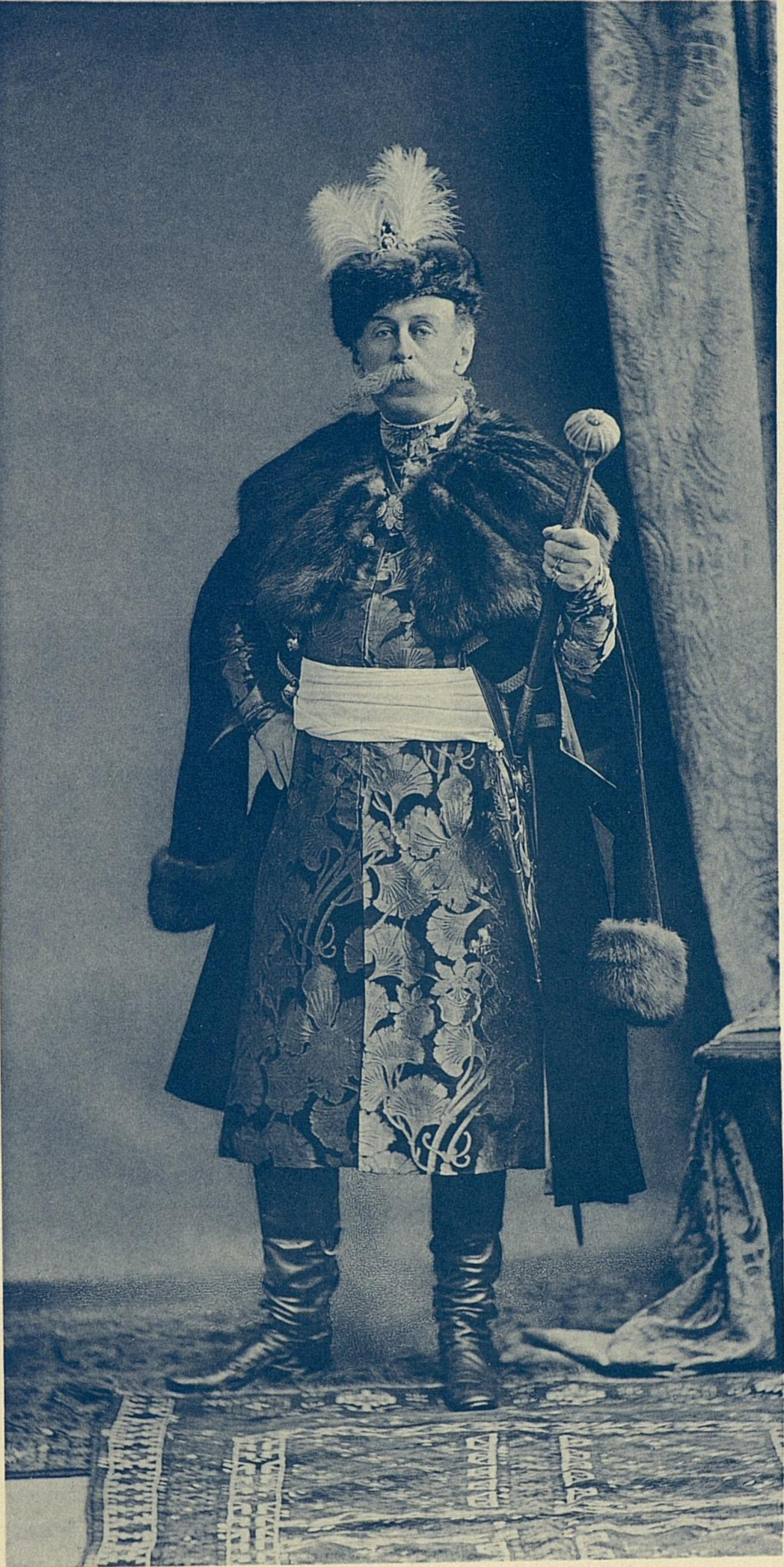
El ministro de la Corte Imperial y barón Vladímir Borísovich Frederícks
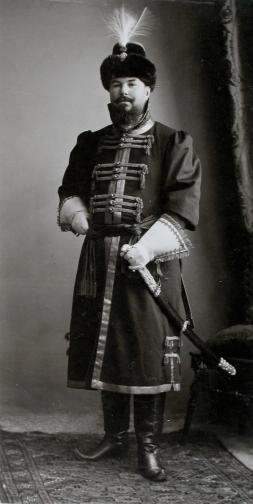
El oficial del Regimiento Preobrazhenski Serguéi Serguéievich Navrotski
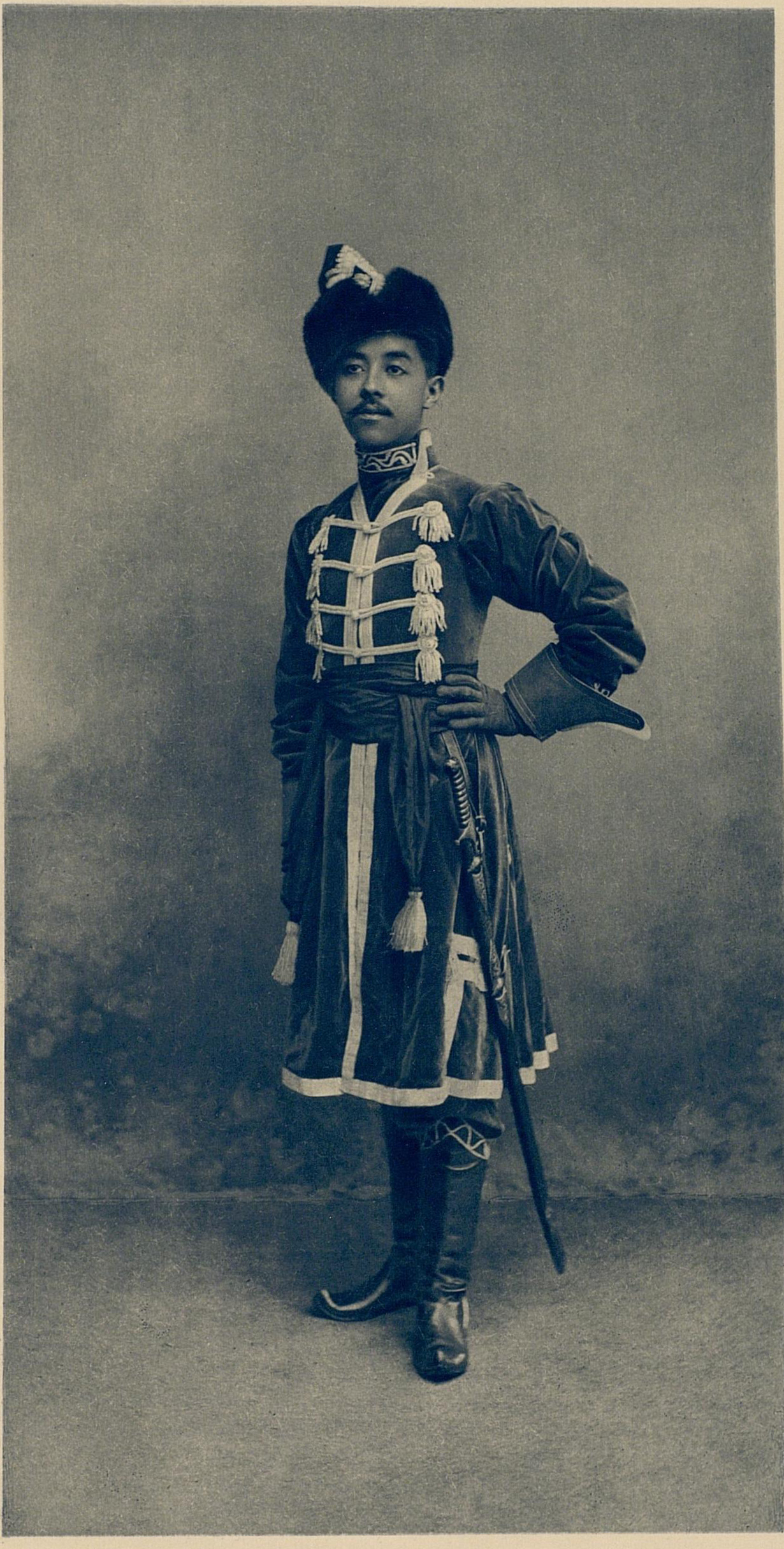
El príncipe de Siam (actual Tailandia), Chakrabon

En los fondos del Hermitage se han conservado varios trajes de los participantes en estas fiestas. Llegaron al museo de diversas fuentes: de palacios que pertenecían a miembros de la familia imperial (Winter y Novo-Mijáilovski), de las mansiones de la nobleza de San Petersburgo (Yusúpov, Golitsyn, Bóbrinski).

## En la cultura popular
- En 1911, en la fábrica alemana de juegos de cartas de la compañía Dondorf (Fráncfort del Meno), se desarrollaron bocetos para una baraja de cartas "estilo ruso", con figuras vestidas repitiendo los trajes de los participantes del baile. Las tarjetas se imprimieron en San Petersburgo en la fábrica de Aleksándrovskaya; su lanzamiento se programó para que coincidiera con la celebración del 300 aniversario de la dinastía Románov.
- Uno de los disfraces de la reina Amidala (en "Star Wars: Episodio II - El ataque de los clones): El traje de viaje dorado (Gold Travel Costume) se basa en el traje femenino popular ruso con kokóshnik,[2] que se hizo conocido en Occidente por las imágenes del baile de disfraces en la corte rusa de 1903.
- El director Aleksandr Sokúrov dedicó unos minutos en su película El arca rusa (2001) a este famoso baile.